# قرود بدائية

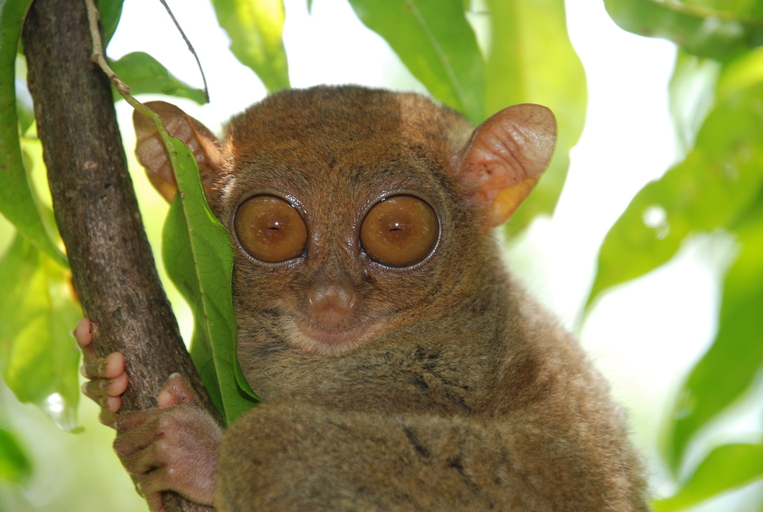
الترسير من القرود البدائية، ولكن أكثر ارتباطً بالقردة، السعادين والبشر.

القرود البدائية أو أسلاف القردة أو أنصاف الرئيسيات (بالإنجليزية: Prosimian)‏ هي مجموعة من الرئيسيات تشمل رتيبة منثنيات المنخرين (الليمور وأشباهه) ودون الرتبة رسغيات الشكل (الرسغي وأشباهه) ولكن ليس القرود البشرية ولا السعادين ولا البشر. خصائصها أكثر بدائية من خصائص القردة والسعادين. تعد البروسيميانات الرئيسيات الوحيدة التي يرجع أصلها إلى مدغشقر، كما تتواجد أيضا في أفريقيا وآسيا بإستثناء الترسير. تنحدر البروسيمينات الموجودة من رتيبة منثنيات الأنف .الترسيريات، فضلاً عن بعض البروسيميانات المنقرضة، تتشارك في أقرب سلف مشترك مع السعادين والقردة البشرية أكثر من القرود البدائية الأخرى، فهي تنتمي إلى مجموعات أشباه عرق وليس الأفرع الحيوية .